# Benedict (cráter)

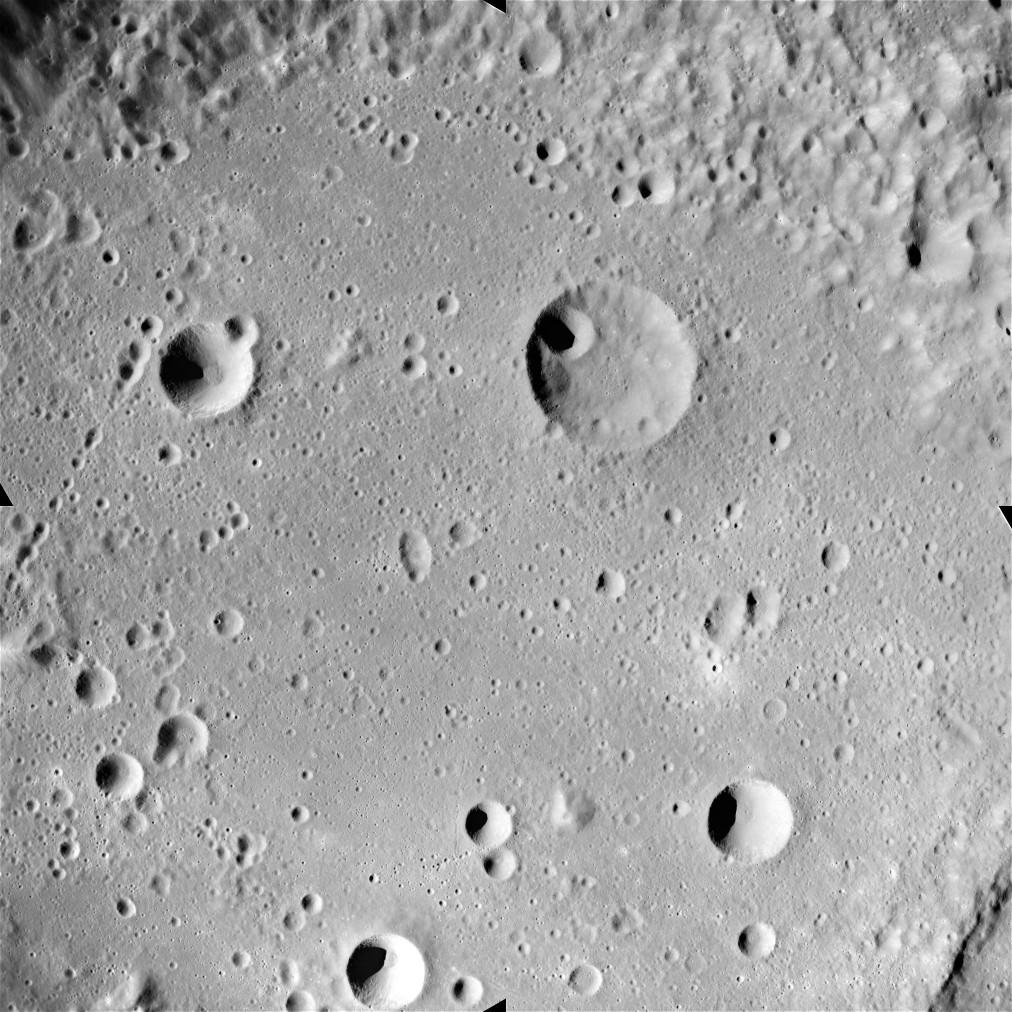
Fotografía de la misión Apolo 16

Benedict es un pequeño cráter en forma de cuenco que se encuentra en el interior del cráter Mendeleev, cerca del ecuador en la cara oculta de la Luna.

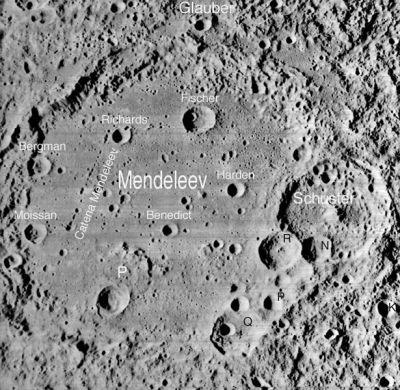
Fotografía de la misión LRO

Este cráter es de forma circular, con poco desgaste. En el punto medio de las paredes internas inclinadas se localiza una pequeña pista central. El albedo de las paredes internas es superior al del terreno circundante, lo que indica que se trata de una formación relativamente joven.